# Potamos Filiouris
POTAMOS FILIOURIS este o arie protejată (arie specială de conservare — SAC, sit de importanță comunitară — SCI) din Grecia întinsă pe o suprafață de 1.727,64 ha, integral pe uscat.

## Localizare
Centrul sitului POTAMOS FILIOURIS este situat la coordonatele 41°06′01″N 25°39′11″E / 41.100139°N 25.653147°E.

## Înființare
Situl POTAMOS FILIOURIS a fost declarat sit de importanță comunitară în august 1996 pentru a proteja 12 specii de animale. Situl a fost protejat și ca arie specială de conservare în martie 2011.

## Biodiversitate
Situată în ecoregiunea mediteraneană, aria protejată conține 6 habitate naturale: Iazuri temporare mediteraneene, Râuri mediteraneene cu debit permanent cu specii de Paspalo-Agrostidion și galerii riverane de Salix și de Populus alba, Păduri mixte riverane de Quercus robur, Ulmus laevis și Ulmus minor, Fraxinus excelsior sau Fraxinus angustifolia, de-a lungul marilor râuri (Ulmenion minoris), Galerii de Salix alba și de Populus alba, Păduri de Platanus orientalis și Liquidambar orientalis (Platanion orientalis), Galerii și tufărișuri riverane sudice (Nerio-Tamaricetea și Securinegion tinctoriae).
La baza desemnării sitului se află mai multe specii protejate:
- amfibieni (1): Triturus karelinii
- mamifere (2): vidră de râu (Lutra lutra), dihor pătat (Vormela peregusna)
- pești (4): Alburnus vistonicus, Barbus cyclolepis, Cobitis taenia Complex, boarță (Rhodeus amarus)
- reptile (5): Elaphe sauromates, țestoasa de baltă (Emys orbicularis), Mauremys rivulata, Testudo graeca, țestoasă bănățeană (Testudo hermanni)

Pe lângă speciile protejate, pe teritoriul sitului au mai fost identificate 4 specii de amfibieni, 5 specii de mamifere, 8 specii de reptile.